# Kerman (shahrestan)
Kerman (persiska: کرمان), eller Shahrestan-e Kerman (شهرستان کرمان), är en delprovins (shahrestan) i Iran. Den ligger i provinsen Kerman, i den östra delen av landet. Administrativt centrum är staden Kerman.
Delprovinsen hade 738 724 invånare 2016.